# Dakor
Dakor là một thành phố và khu đô thị của quận Kheda thuộc bang Gujarat, Ấn Độ.

## Địa lý
Dakor có vị trí 22°45′B 73°09′Đ / 22,75°B 73,15°Đ Nó có độ cao trung bình là 49 mét (160 feet).

## Nhân khẩu
Theo điều tra dân số năm 2001 của Ấn Độ, Dakor có dân số 23.784 người. Phái nam chiếm 53% tổng số dân và phái nữ chiếm 47%. Dakor có tỷ lệ 76% biết đọc biết viết, cao hơn tỷ lệ trung bình toàn quốc là 59,5%: tỷ lệ cho phái nam là 82%, và tỷ lệ cho phái nữ là 69%. Tại Dakor, 10% dân số nhỏ hơn 6 tuổi.